# 中南米出身のメジャーリーグベースボール選手一覧
中南米出身のメジャーリーグベースボール選手一覧は、中南米（ラテンアメリカ）出身のメジャーリーグベースボールの選手の一覧。
太字は現役選手。アルファベット順。

## ジャマイカ
- チリ・デービス（en:Chili Davis）
- ジャスティン・マスターソン（en:Justin Masterson）
- ローランド・ルームス（en:Rolando Roomes）
- デボン・ホワイト（en:Devon White (baseball)）

## ホンジュラス
- マウリシオ・デュボーン（en:Mauricio Dubón）
- ジェラルド・ヤング（en:Gerald Young (baseball)）

## ペルー
- ヘスス・ルサルド（en:Jesús Luzardo）

## ベリーズ
- チト・マルティネス（en:Chito Martínez）